# الضم (هولندا)

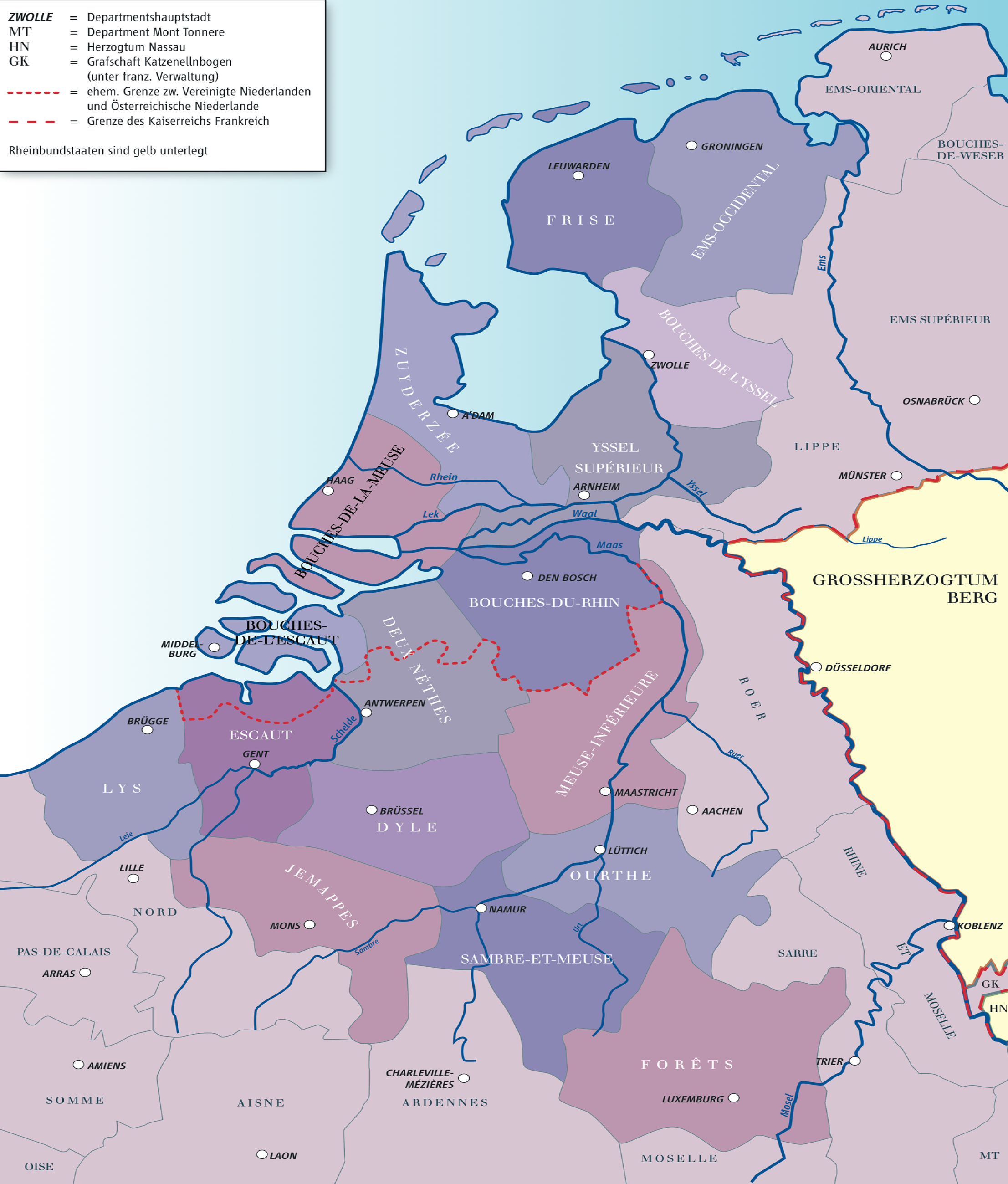
المقاطعات الفرنسية في هولندا

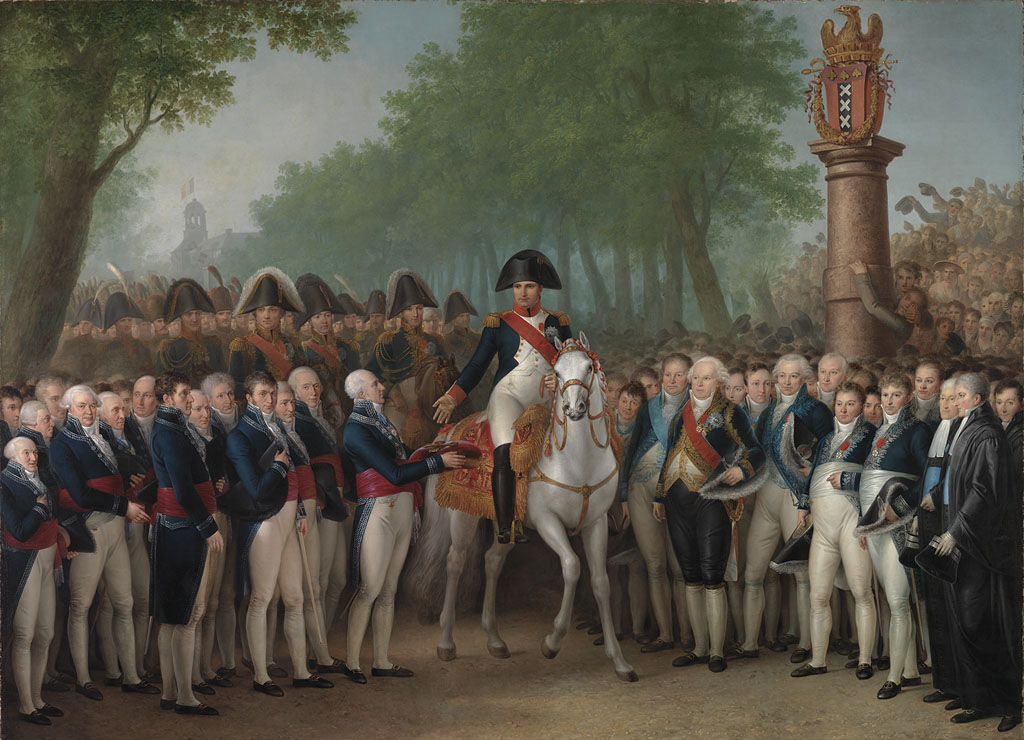
نابليون يزور أمستردام في 9 أكتوبر 1811

الضمّ هو فترة في تاريخ هولندا حيث كانت جزءًا من الإمبراطورية الفرنسية الأولى، والتي استمرت من 9 يوليو 1810 إلى 21 نوفمبر 1813.

## تاريخ

### حل المملكة
كانت جمهورية باتافيا قائمة منذ عام 1795، ثم تحولت إلى مملكة على يد نابليون بونابرت في عام 1806. وضع شقيقه الأصغر لويس بونابرت على عرش مملكة هولندا التي تشكلت حديثًا. خلال فترة حكمه، حاول لويس الحفاظ على مسار مستقل عن أخيه، لكن أخاه سئم من ضعف أخيه العسكري. بعد حملة فالشيرين في صيف عام 1809، استدعى شقيقه إلى باريس وضم جزيرة فالشيرين في وقت لاحق من ذلك العام. في العام التالي، ضُمت الأراضي الهولندية الواقعة جنوب نهر الراين إلى إمبراطورية نابليون المتنامية. بفضل هذه التضحيات، كان لويس بونابرت يأمل أن يتمكن من إرضاء شقيقه ويستطيع البقاء ملكًا لهذه المملكة المتقلصة.
تنازل لويس نابليون عن العرش وهرب من مملكته في 2 يوليو 1810. وعلى الفور استولى المارشال نيكولا أودينو على السيطرة على عاصمة المملكة، أمستردام. وبعد أسبوع واحد، ضم نابليون مملكة هولندا رسميًا إلى إمبراطوريته. وأعطى الأمر إلى صديقه المقرب شارل فرانسوا لوبرون للإشراف على انتقال الحكم الفرنسي في المملكة السابقة. بعد بضعة أيام وصل لوبرون إلى أمستردام.  في أغسطس 1810، ذهبت لجنة مكونة من 15 شخصية هولندية بارزة إلى باريس لتقديم مقترحات للحكومة الفرنسية من أجل دمج هولندا بشكل فعال في الإمبراطورية الفرنسية.

### المقاطعات الهولندية
وفي مرسوم رامبوييه الصادر في 9 نوفمبر 1810، وهو قانون التأسيس الرسمي، تم الحفاظ على هيكل مملكة هولندا على حاله إلى حد كبير. ظل وزراء لويس بونابرت في مناصبهم حتى عام 1811. أصبحت مدينة أمستردام العاصمة الثالثة للإمبراطورية الفرنسية الأولى، بعد باريس وروما. وفي المقاطعات الهولندية أصبحت اللغة الفرنسية هي اللغة الرسمية.  كما شكل نابليون سبع مقاطعات هولندية، وكان على رأس المقاطعات الحاكم العام: ليبرون. وقد ساعده بعض المشرفين والوزراء في إدارة المقاطعات . وتم تعيين فرانسوا دالفونس محافظًا للداخلية وأصبح ألكسندر جوجل محافظًا للمالية. 
أصبح تطبيق التجنيد الإلزامي في مملكة هولندا السابقة عام 1811 الإجراء الحكومي الأكثر رفضًا. أدى التجنيد الإلزامي إلى اضطرابات مدنية في أجزاء مختلفة من الأراضي المُدمجة، وكان أشد أشكال الاضطرابات حدةً خلال فترة الدمج. إلى جانب التجنيد الإلزامي، أُدخلت العديد من المؤسسات الفرنسية الأخرى إلى هولندا. فقد أُدخل الزواج المدني، ونظام الأحوال الشخصية، وسجل الأراضي، وغرفة التجارة خلال فترة الدمج.
عندما خسر نابليون معركة لايبزيغ في خريف عام 1813، غزا القوزاق الروس والقوات البروسية المقاطعات الهولندية بعد شهر. وفي غضون أسابيع، انهارت الإدارة الفرنسية في هولندا، وهرب لوبرون والجيش إلى فرنسا. أصدر السياسي الهولندي جيسبرت كاريل فان هوغندورب إعلانًا لاستقلال هولندا وإنهاء الدمج. عاد ابن آخر حاكم عام، ويليام فريدريك، إلى هولندا ليصبح أول حاكم للبلاد.  بعد مؤتمر فيينا، أصبح أول ملك لهولندا.

## الجيش
بعد دمج هولندا في الإمبراطورية الفرنسية، أصبح الجيش الهولندي أيضًا تحت السلطة الفرنسية. أُعيد تنظيم الأفواج الهولندية لتتناسب مع الجيش النابليوني. تم تقسيم المنطقة المدمجة إلى قسمين عسكريين (الفرق العسكرية). كانت القوات في هذه الفرق مسؤولة عن الدفاع عن المنطقة التي تتمركز فيها، والحفاظ على النظام العام، ومراقبة الامتثال لقوانين التجنيد والنظام القاري. قاد الفرقتين الجنرالان الفرنسيان بيير فرانسوا جوزيف دوروت وغابرييل جان جوزيف موليتور.

## الحكومة
تألفت حكومة المقاطعات الهولندية من:
- تشارلز فرانسوا ليبرون، الحاكم العام
- ألكسندر جوجل، محافظ الشؤون المالية
- فرانسوا دالفونس، محافظ الداخلية
- جاكوب فان دن هوت (حتى 1812) ويوهان هندريك موليروس، مدير إدارة المياه
- روبرت فوت، مدير الخزانة
- تشارلز كوكبيرت دي مونبريت، مدير الجمارك
- كورنيليس تشارلز سيكس فان أوترليك، مدير الدين العام
- بول إتيان دي فيلييه دو تيراج، مدير الشرطة